# Liste des sénateurs des États-Unis pour la Pennsylvanie
Depuis son admission à l'Union, le 12 décembre 1787, l'État américain de la Pennsylvanie élit deux sénateurs, membres du Sénat fédéral.

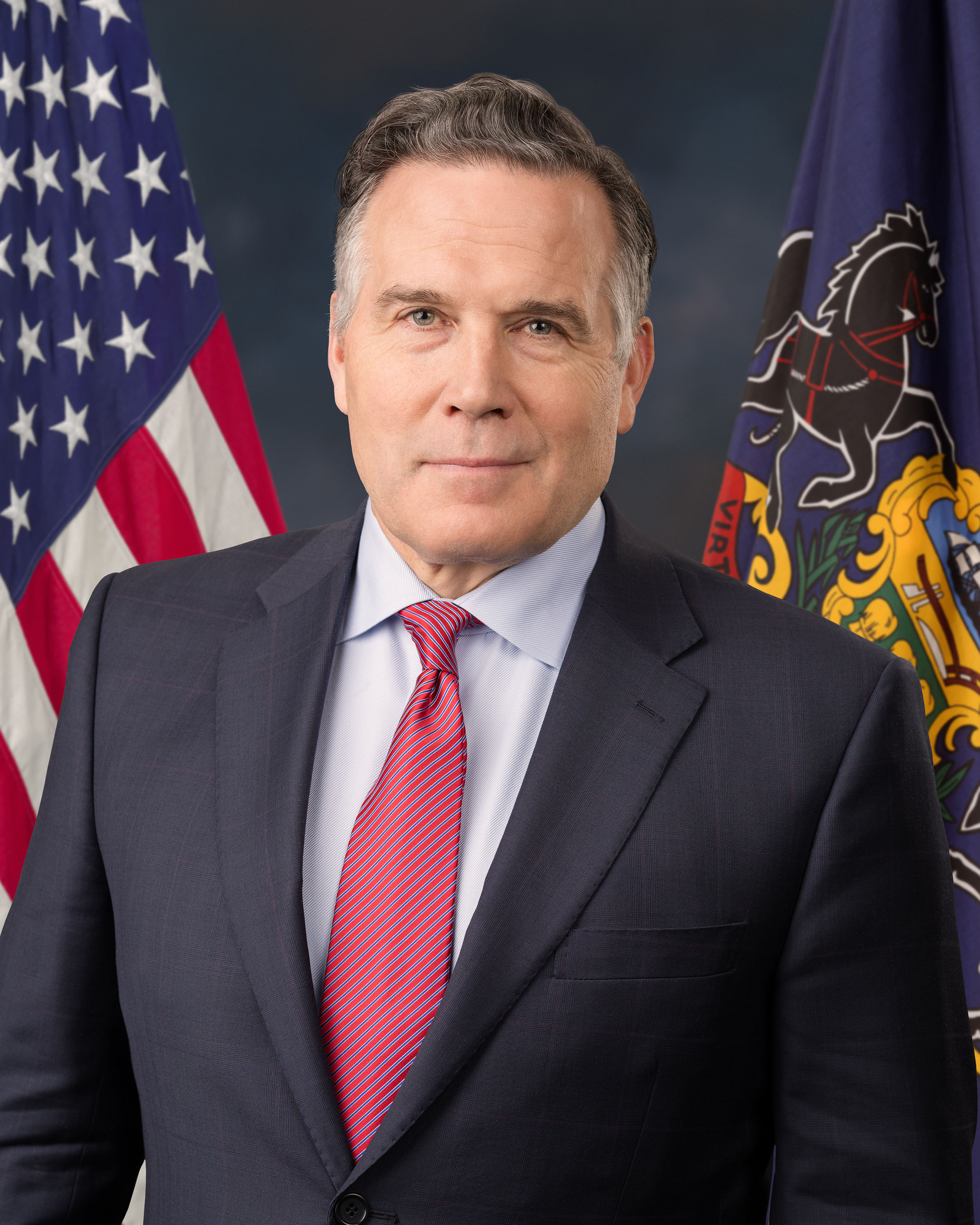
David McCormick (R), sénateur depuis 2025.
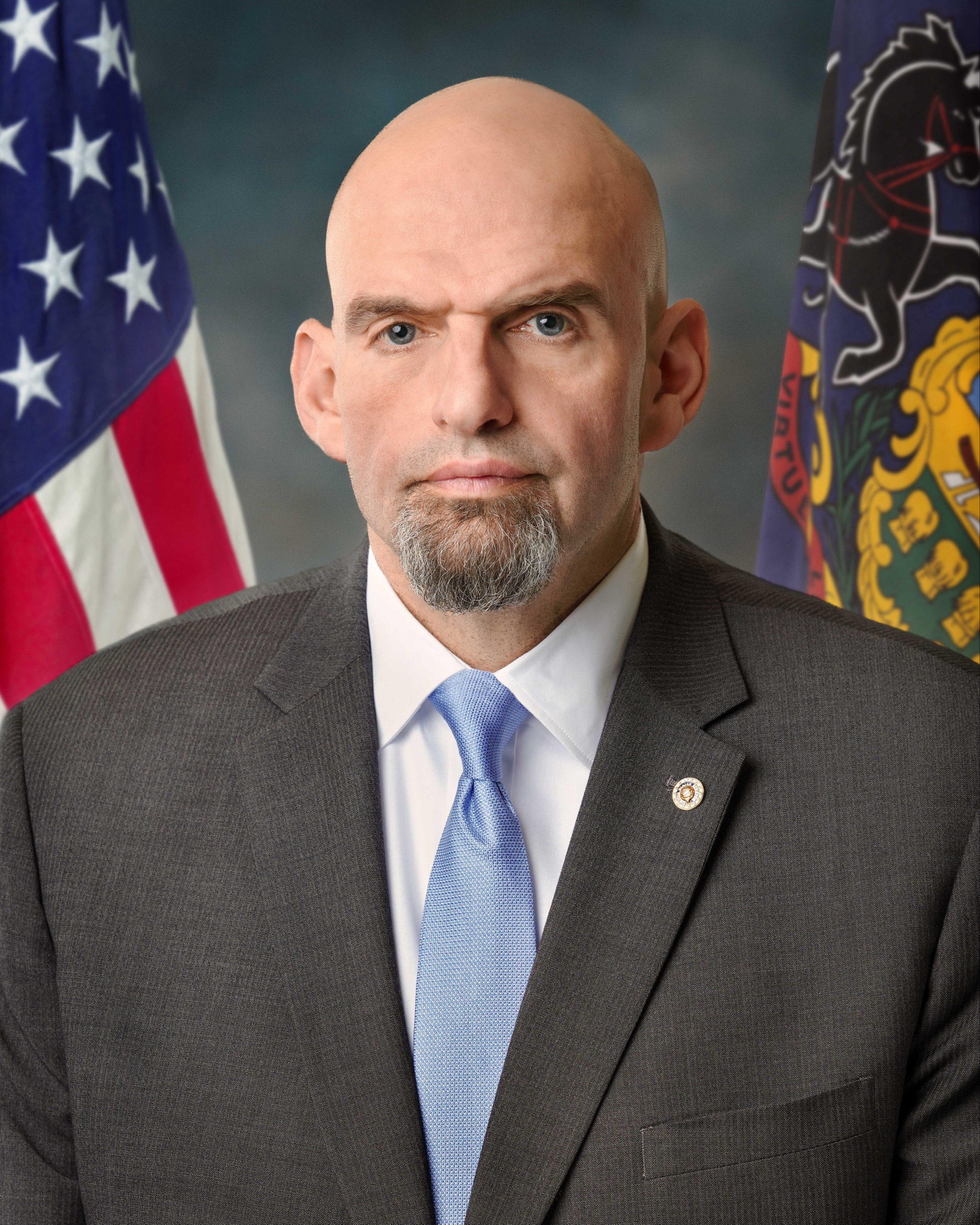
John Fetterman (D), sénateur depuis 2023.

## Liste
| Sénateur de classe 1 | Sénateur de classe 1                 | Sénateur de classe 1 | Congrès                                    | Sénateur de classe 3 | Sénateur de classe 3           | Sénateur de classe 3 |
| -------------------- | ------------------------------------ | -------------------- | ------------------------------------------ | -------------------- | ------------------------------ | -------------------- |
| 1er (1789-1791)      |                                      |                      |                                            |                      |                                |                      |
| 2e (1791-1793)       |                                      |                      |                                            |                      |                                |                      |
| 3e (1793-1795)       |                                      |                      |                                            |                      |                                |                      |
| 4e (1795-1797)       |                                      |                      |                                            |                      |                                |                      |
| 5e (1797-1799)       |                                      |                      |                                            |                      |                                |                      |
| 6e (1799-1801)       |                                      |                      |                                            |                      |                                |                      |
| 7e (1801-1803)       |                                      |                      |                                            |                      |                                |                      |
| 8e (1803-1805)       |                                      |                      |                                            |                      |                                |                      |
| 9e (1805-1807)       |                                      |                      |                                            |                      |                                |                      |
| 10e (1807-1809)      |                                      |                      |                                            |                      |                                |                      |
| 11e (1809-1811)      |                                      |                      |                                            |                      |                                |                      |
| 12e (1811-1813)      |                                      |                      |                                            |                      |                                |                      |
| 13e (1813-1815)      |                                      |                      |                                            |                      |                                |                      |
| 14e (1815-1817)      |                                      |                      |                                            |                      |                                |                      |
| 15e (1817-1819)      |                                      |                      |                                            |                      |                                |                      |
| 16e (1819-1821)      |                                      |                      |                                            |                      |                                |                      |
| 17e (1821-1823)      |                                      |                      |                                            |                      |                                |                      |
| 18e (1823-1825)      |                                      |                      |                                            |                      |                                |                      |
| 19e (1825-1827)      |                                      |                      |                                            |                      |                                |                      |
| 20e (1827-1829)      |                                      |                      |                                            |                      |                                |                      |
| 21e (1829-1831)      |                                      |                      |                                            |                      |                                |                      |
| 22e (1831-1833)      |                                      |                      |                                            |                      |                                |                      |
| 23e (1833-1835)      |                                      |                      |                                            |                      |                                |                      |
| 24e (1835-1837)      |                                      |                      |                                            |                      |                                |                      |
| 25e (1837-1839)      |                                      |                      |                                            |                      |                                |                      |
| 26e (1839-1841)      |                                      |                      |                                            |                      |                                |                      |
| 27e (1841-1843)      |                                      |                      |                                            |                      |                                |                      |
| 28e (1843-1845)      |                                      |                      |                                            |                      |                                |                      |
| 29e (1845-1847)      |                                      |                      |                                            |                      |                                |                      |
| 30e (1847-1849)      |                                      |                      |                                            |                      |                                |                      |
| 31e (1849-1851)      |                                      |                      |                                            |                      |                                |                      |
| 32e (1851-1853)      |                                      |                      |                                            |                      |                                |                      |
| 33e (1853-1855)      |                                      |                      |                                            |                      |                                |                      |
| 34e (1855-1857)      |                                      |                      |                                            |                      |                                |                      |
|                      | Simon Cameron (républicain)          |                      | 35e (1857-1859)                            |                      |                                |                      |
| 36e (1859-1861)      | Simon Cameron (républicain)          |                      |                                            |                      |                                |                      |
|                      | David Wilmot (républicain)           |                      | 37e (1861-1863)                            |                      | Edgar Cowan (en) (républicain) |                      |
|                      | Charles R. Buckalew (en) (démocrate) |                      | 38e (1863-1865)                            |                      | Edgar Cowan (en) (républicain) |                      |
| 39e (1865-1867)      | Charles R. Buckalew (en) (démocrate) |                      |                                            |                      | Edgar Cowan (en) (républicain) |                      |
| 40e (1867-1869)      | Charles R. Buckalew (en) (démocrate) |                      | Simon Cameron (républicain)                |                      |                                |                      |
|                      | John Scott (en) (républicain)        |                      | Simon Cameron (républicain)                | 41e (1869-1871)      |                                |                      |
| 42e (1871-1873)      | John Scott (en) (républicain)        |                      | Simon Cameron (républicain)                |                      |                                |                      |
| 43e (1873-1875)      | John Scott (en) (républicain)        |                      | Simon Cameron (républicain)                |                      |                                |                      |
|                      | William A. Wallace (en) (démocrate)  |                      | Simon Cameron (républicain)                | 44e (1875-1877)      |                                |                      |
| 45e (1877)           | William A. Wallace (en) (démocrate)  |                      | Simon Cameron (républicain)                |                      |                                |                      |
| 45e (1877-1879)      | William A. Wallace (en) (démocrate)  |                      | J. Donald Cameron (républicain)            |                      |                                |                      |
| 46e (1879-1881)      | William A. Wallace (en) (démocrate)  |                      | J. Donald Cameron (républicain)            |                      |                                |                      |
|                      | John I. Mitchell (en) (républicain)  |                      | J. Donald Cameron (républicain)            | 47e (1881-1883)      |                                |                      |
| 48e (1883-1885)      | John I. Mitchell (en) (républicain)  |                      | J. Donald Cameron (républicain)            |                      |                                |                      |
| 49e (1885-1887)      | John I. Mitchell (en) (républicain)  |                      | J. Donald Cameron (républicain)            |                      |                                |                      |
|                      | Matthew S. Quay (en) (républicain)   |                      | J. Donald Cameron (républicain)            | 50e (1887-1889)      |                                |                      |
| 51e (1889-1891)      | Matthew S. Quay (en) (républicain)   |                      | J. Donald Cameron (républicain)            |                      |                                |                      |
| 52e (1891-1893)      | Matthew S. Quay (en) (républicain)   |                      | J. Donald Cameron (républicain)            |                      |                                |                      |
| 53e (1893-1895)      | Matthew S. Quay (en) (républicain)   |                      | J. Donald Cameron (républicain)            |                      |                                |                      |
| 54e (1895-1897)      | Matthew S. Quay (en) (républicain)   |                      | J. Donald Cameron (républicain)            |                      |                                |                      |
| 55e (1897-1899)      | Matthew S. Quay (en) (républicain)   |                      | Boies Penrose (en) (républicain)           |                      |                                |                      |
| Vacant               | Vacant                               | Vacant               | Boies Penrose (en) (républicain)           | 56e (1899-1901)      |                                |                      |
|                      | Matthew S. Quay (en) (républicain)   |                      | Boies Penrose (en) (républicain)           | 56e (1901)           |                                |                      |
| 57e (1901-1903)      | Matthew S. Quay (en) (républicain)   |                      | Boies Penrose (en) (républicain)           |                      |                                |                      |
| 58e (1903-1905)      | Matthew S. Quay (en) (républicain)   |                      | Boies Penrose (en) (républicain)           |                      |                                |                      |
|                      | Philander C. Knox (républicain)      |                      | Boies Penrose (en) (républicain)           | 58e (1904-1905)      |                                |                      |
| 59e (1905-1907)      | Philander C. Knox (républicain)      |                      | Boies Penrose (en) (républicain)           |                      |                                |                      |
| 60e (1907-1909)      | Philander C. Knox (républicain)      |                      | Boies Penrose (en) (républicain)           |                      |                                |                      |
|                      | George T. Oliver (en) (républicain)  |                      | Boies Penrose (en) (républicain)           | 61e (1909-1911)      |                                |                      |
| 62e (1911-1913)      | George T. Oliver (en) (républicain)  |                      | Boies Penrose (en) (républicain)           |                      |                                |                      |
| 63e (1913-1915)      | George T. Oliver (en) (républicain)  |                      | Boies Penrose (en) (républicain)           |                      |                                |                      |
| 64e (1915-1917)      | George T. Oliver (en) (républicain)  |                      | Boies Penrose (en) (républicain)           |                      |                                |                      |
|                      | Philander C. Knox (républicain)      |                      | Boies Penrose (en) (républicain)           | 65e (1917-1919)      |                                |                      |
| 66e (1919-1921)      | Philander C. Knox (républicain)      |                      | Boies Penrose (en) (républicain)           |                      |                                |                      |
| 67e (1921)           | Philander C. Knox (républicain)      |                      | Boies Penrose (en) (républicain)           |                      |                                |                      |
|                      | William E. Crow (en) (républicain)   |                      | Boies Penrose (en) (républicain)           | 67e (1921)           |                                |                      |
| 67e (1922)           | William E. Crow (en) (républicain)   |                      | George Wharton Pepper (en) (républicain)   |                      |                                |                      |
|                      | David A. Reed (en) (républicain)     |                      | George Wharton Pepper (en) (républicain)   | 67e (1922-1923)      |                                |                      |
| 68e (1923-1925)      | David A. Reed (en) (républicain)     |                      | George Wharton Pepper (en) (républicain)   |                      |                                |                      |
| 69e (1925-1927)      | David A. Reed (en) (républicain)     |                      | George Wharton Pepper (en) (républicain)   |                      |                                |                      |
| 70e (1927-1929)      | David A. Reed (en) (républicain)     | Vacant               | Vacant                                     | Vacant               |                                |                      |
| 71e (1929-1930)      | David A. Reed (en) (républicain)     |                      | Joseph R. Grundy (républicain)             |                      |                                |                      |
| 71e (1930-1931)      | David A. Reed (en) (républicain)     |                      | James J. Davis (républicain)               |                      |                                |                      |
| 72e (1931-1933)      | David A. Reed (en) (républicain)     |                      | James J. Davis (républicain)               |                      |                                |                      |
| 73e (1933-1935)      | David A. Reed (en) (républicain)     |                      | James J. Davis (républicain)               |                      |                                |                      |
|                      | Joseph Guffey (démocrate)            |                      | James J. Davis (républicain)               | 74e (1935-1937)      |                                |                      |
| 75e (1937-1939)      | Joseph Guffey (démocrate)            |                      | James J. Davis (républicain)               |                      |                                |                      |
| 76e (1939-1941)      | Joseph Guffey (démocrate)            |                      | James J. Davis (républicain)               |                      |                                |                      |
| 77e (1941-1943)      | Joseph Guffey (démocrate)            |                      | James J. Davis (républicain)               |                      |                                |                      |
| 78e (1943-1945)      | Joseph Guffey (démocrate)            |                      | James J. Davis (républicain)               |                      |                                |                      |
| 79e (1945-1947)      | Joseph Guffey (démocrate)            |                      | Francis J. Myers (en) (démocrate)          |                      |                                |                      |
|                      | Edward Martin (en) (républicain)     |                      | Francis J. Myers (en) (démocrate)          | 80e (1947-1949)      |                                |                      |
| 81e (1949-1951)      | Edward Martin (en) (républicain)     |                      | Francis J. Myers (en) (démocrate)          |                      |                                |                      |
| 82e (1951-1953)      | Edward Martin (en) (républicain)     |                      | James H. Duff (en) (républicain)           |                      |                                |                      |
| 83e (1953-1955)      | Edward Martin (en) (républicain)     |                      | James H. Duff (en) (républicain)           |                      |                                |                      |
| 84e (1955-1957)      | Edward Martin (en) (républicain)     |                      | James H. Duff (en) (républicain)           |                      |                                |                      |
| 85e (1957-1959)      | Edward Martin (en) (républicain)     |                      | Joseph S. Clark (en) (démocrate)           |                      |                                |                      |
|                      | Hugh Scott (en) (républicain)        |                      | Joseph S. Clark (en) (démocrate)           | 86e (1959-1961)      |                                |                      |
| 87e (1961-1963)      | Hugh Scott (en) (républicain)        |                      | Joseph S. Clark (en) (démocrate)           |                      |                                |                      |
| 88e (1963-1965)      | Hugh Scott (en) (républicain)        |                      | Joseph S. Clark (en) (démocrate)           |                      |                                |                      |
| 89e (1965-1967)      | Hugh Scott (en) (républicain)        |                      | Joseph S. Clark (en) (démocrate)           |                      |                                |                      |
| 90e (1967-1969)      | Hugh Scott (en) (républicain)        |                      | Joseph S. Clark (en) (démocrate)           |                      |                                |                      |
| 91e (1969-1971)      | Hugh Scott (en) (républicain)        |                      | Richard Schweiker (républicain)            |                      |                                |                      |
| 92e (1971-1973)      | Hugh Scott (en) (républicain)        |                      | Richard Schweiker (républicain)            |                      |                                |                      |
| 93e (1973-1975)      | Hugh Scott (en) (républicain)        |                      | Richard Schweiker (républicain)            |                      |                                |                      |
| 94e (1975-1977)      | Hugh Scott (en) (républicain)        |                      | Richard Schweiker (républicain)            |                      |                                |                      |
|                      | H. John Heinz III (républicain)      |                      | Richard Schweiker (républicain)            | 95e (1977-1979)      |                                |                      |
| 96e (1979-1981)      | H. John Heinz III (républicain)      |                      | Richard Schweiker (républicain)            |                      |                                |                      |
| 97e (1981-1983)      | H. John Heinz III (républicain)      |                      | Arlen Specter (républicain puis démocrate) |                      |                                |                      |
| 98e (1983-1985)      | H. John Heinz III (républicain)      |                      | Arlen Specter (républicain puis démocrate) |                      |                                |                      |
| 99e (1985-1987)      | H. John Heinz III (républicain)      |                      | Arlen Specter (républicain puis démocrate) |                      |                                |                      |
| 100e (1987-1989)     | H. John Heinz III (républicain)      |                      | Arlen Specter (républicain puis démocrate) |                      |                                |                      |
| 101e (1989-1991)     | H. John Heinz III (républicain)      |                      | Arlen Specter (républicain puis démocrate) |                      |                                |                      |
| 102e (1991)          | H. John Heinz III (républicain)      |                      | Arlen Specter (républicain puis démocrate) |                      |                                |                      |
|                      | Harris Wofford (démocrate)           |                      | Arlen Specter (républicain puis démocrate) | 102e (1991-1993)     |                                |                      |
| 103e (1993-1995)     | Harris Wofford (démocrate)           |                      | Arlen Specter (républicain puis démocrate) |                      |                                |                      |
|                      | Rick Santorum (républicain)          |                      | Arlen Specter (républicain puis démocrate) | 104e (1995-1997)     |                                |                      |
| 105e (1997-1999)     | Rick Santorum (républicain)          |                      | Arlen Specter (républicain puis démocrate) |                      |                                |                      |
| 106e (1999-2001)     | Rick Santorum (républicain)          |                      | Arlen Specter (républicain puis démocrate) |                      |                                |                      |
| 107e (2001-2003)     | Rick Santorum (républicain)          |                      | Arlen Specter (républicain puis démocrate) |                      |                                |                      |
| 108e (2003-2005)     | Rick Santorum (républicain)          |                      | Arlen Specter (républicain puis démocrate) |                      |                                |                      |
| 109e (2005-2007)     | Rick Santorum (républicain)          |                      | Arlen Specter (républicain puis démocrate) |                      |                                |                      |
|                      | Bob Casey Jr. (démocrate)            |                      | Arlen Specter (républicain puis démocrate) | 110e (2007-2009)     |                                |                      |
| 111e (2009-2011)     | Bob Casey Jr. (démocrate)            |                      | Arlen Specter (républicain puis démocrate) |                      |                                |                      |
| 112e (2011-2013)     | Bob Casey Jr. (démocrate)            |                      | Pat Toomey (républicain)                   |                      |                                |                      |
| 113e (2013-2015)     | Bob Casey Jr. (démocrate)            |                      | Pat Toomey (républicain)                   |                      |                                |                      |
| 114e (2015-2017)     | Bob Casey Jr. (démocrate)            |                      | Pat Toomey (républicain)                   |                      |                                |                      |
| 115e (2017-2019)     | Bob Casey Jr. (démocrate)            |                      | Pat Toomey (républicain)                   |                      |                                |                      |
| 116e (2019-2021)     | Bob Casey Jr. (démocrate)            |                      | Pat Toomey (républicain)                   |                      |                                |                      |
| 117e (2021-2023)     | Bob Casey Jr. (démocrate)            |                      | Pat Toomey (républicain)                   |                      |                                |                      |
| 118e (2023-2025)     | Bob Casey Jr. (démocrate)            |                      | John Fetterman (démocrate)                 |                      |                                |                      |
|                      | David McCormick (républicain)        |                      | John Fetterman (démocrate)                 | 119e (2025-2027)     |                                |                      |